# Dorbiany (Litwa)
Dorbiany (lit. Darbėnai) – miasteczko na Litwie, położone w okręgu kłajpedzkim w rejonie kretyngańskim, 14 km na północ od Kretyngi w pobliżu granicy z Łotwą, 1 598 mieszkańców (2001). Siedziba starostwa Dorbiany. 
Znajduje się tu kościół parafialny, szkoła, poczta, ośrodek kultury, biblioteka i kopalnia żwiru.

## Historia
Podczas okupacji hitlerowskiej, w lipcu 1941 roku Niemcy utworzyli getto dla żydowskich mieszkańców. Przebywało w nim około 700 osób. 24 października 1942 roku Niemcy zlikwidowali getto, a Żydów zamordowali. Sprawcami zbrodni byli żołnierze z niemieckiej służby bezpieczeństwa z Wilna oraz miejscowa litewska policja. 